# Régate de traînières
 (aout 2025).
Si vous disposez d'ouvrages ou d'articles de référence ou si vous connaissez des sites web de qualité traitant du thème abordé ici, merci de compléter l'article en donnant les références utiles à sa vérifiabilité et en les liant à la section « Notes et références ».

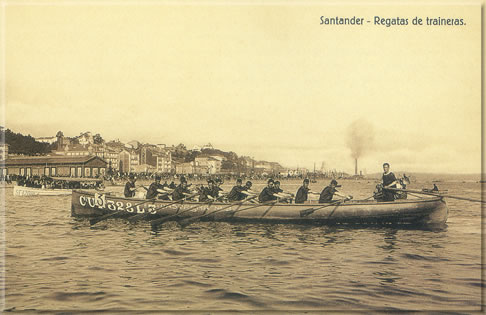
Traînière participe à une régate dans la baie de Santander, en Cantabrie, au début du XXe siècle

Les régates de traînières sont un sport nautique qui se pratique tout le long de la côte nord cantabrique entre les mois de juillet et d'octobre.
Seules les régates de traînières des clubs représentants toute la côte nord cantabrique participent: la Cantabrie, le Pays basque, la Galice et, dans une moindre mesure, la principauté des Asturies. Indépendamment du prix en espèces de chaque régate, le club vainqueur aura le traditionnel drapeau de la localité qui fait valoir la compétition ou du sponsor de cette dernière.
En espagnol ce sport est appelé regatas de traineras et en galicien regata de traíñas. Le terme basque correspondant est estropadak, pluriel du terme estropada qui signifie simplement « (la) course de bateaux ».

## Traînières et règlement
De nos jours[Quand ?], les traînières sont composées par un équipage de 13 rameurs s'asseyant par paires de deux excepté le treizième, et d'un « patron » qui joue le rôle de barreur et situé près de la poupe. Ce dernier est responsable de deux choses : premièrement de diriger le bateau et deuxièmement de maintenir le moral de l'équipe. Chaque bateau possède un pavillon particulier et porte un nom d'équipe. Le bateau est souvent peint aux couleurs de l'équipe.

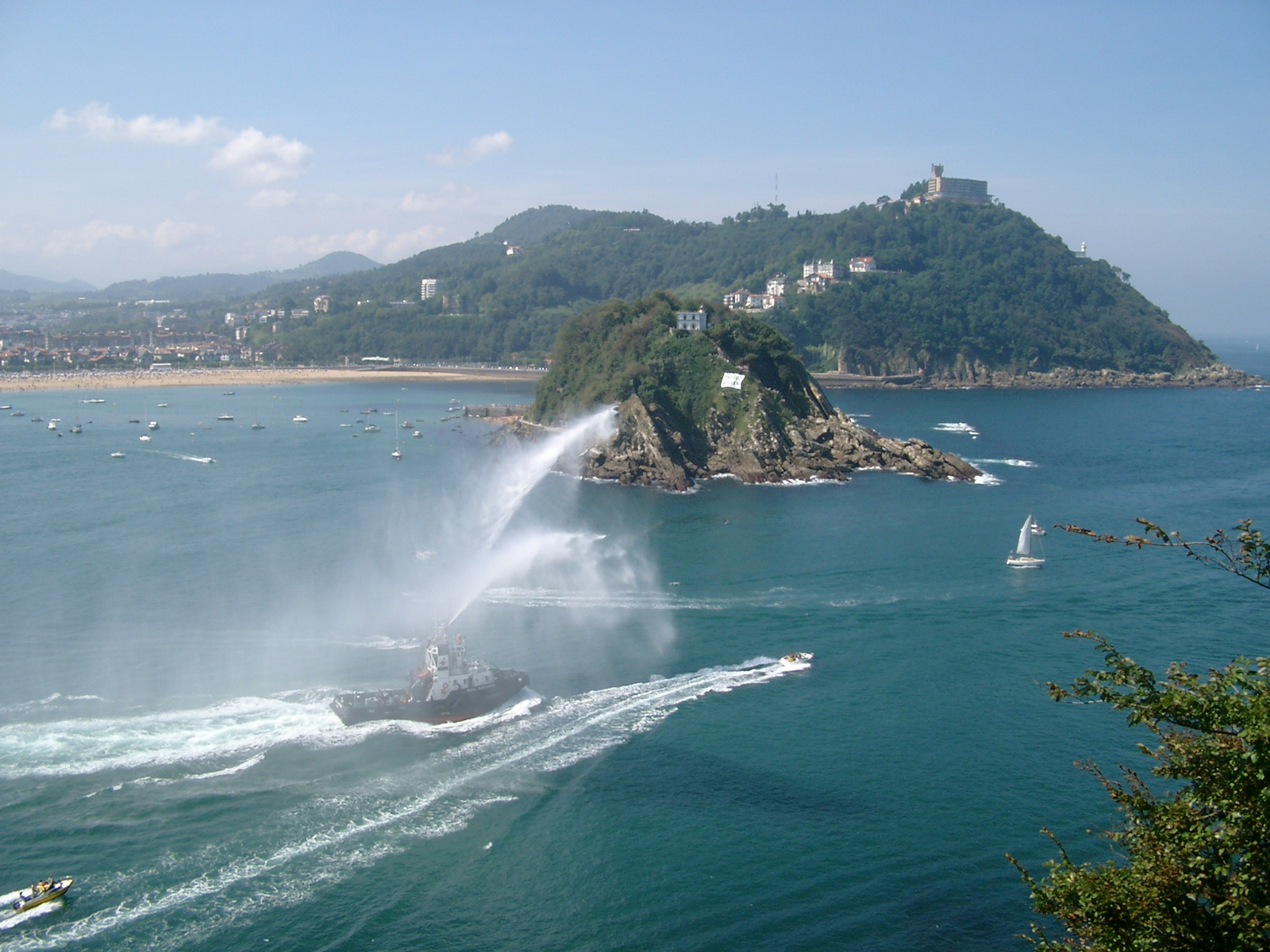
Célébration du Drapeau de La Concha

Les bateaux sont de 12 mètres de long, 1,72 mètres de large (à la moitié du bateau) et pèsent entre 210 et 230 kg mais ne peuvent pas peser moins que 200 kg (en excluant avirons et équipements). Aujourd'hui des matériaux modernes (fibre de verre, fibre de carbone) sont employés pour construire les traînières - elles sont notamment équipées de système GPS - créant ainsi de meilleurs bateaux tout en augmentant également le prix. Pendant les années 70, une traînière coûtait environ 45 000 pesetas, aujourd'hui le prix de départ est d'environ 10 000 €.
Une course couvre normalement une distance de 5 556 mètres (3 milles nautiques) d'un bout à l'autre. Les équipages se dirigent vers une bouée au large et reviennent. Chaque bateau a sa propre ruelle dans l'eau et donc ne peut croiser un autre bateau sur une autre ruelle. Les différents bateaux ne peuvent se toucher. Une course est normalement reconduite si quelque chose d'irrégulier se produit pendant les 20 premières secondes d'une course. À l'équipe vainqueur, lui est attribuée la bandera (drapeau) de la ville. Elle tient traditionnellement tous les avirons verticalement en l'air à la fin de la course, c'est le soi-disant « arraunak gora ».

## Les femmes et la régate
Bien que la plupart des équipages soient masculins, il est clair que l'on retrouve dans des chants historiques de Bertsolari basques la présence de femmes, désignées sous le nom de « batelerak ». Le nom dérive du mot batel, nom utilisé pour désigner un plus petit type de bateau avec seulement 4 rameurs et d'un barreur. Autre fait qui peut également être en rapport avec cette présence féminine est la traditionnelle dantza de batelera (danse des batelera) qui est exécutée par des femmes avec des avirons.

## Histoire

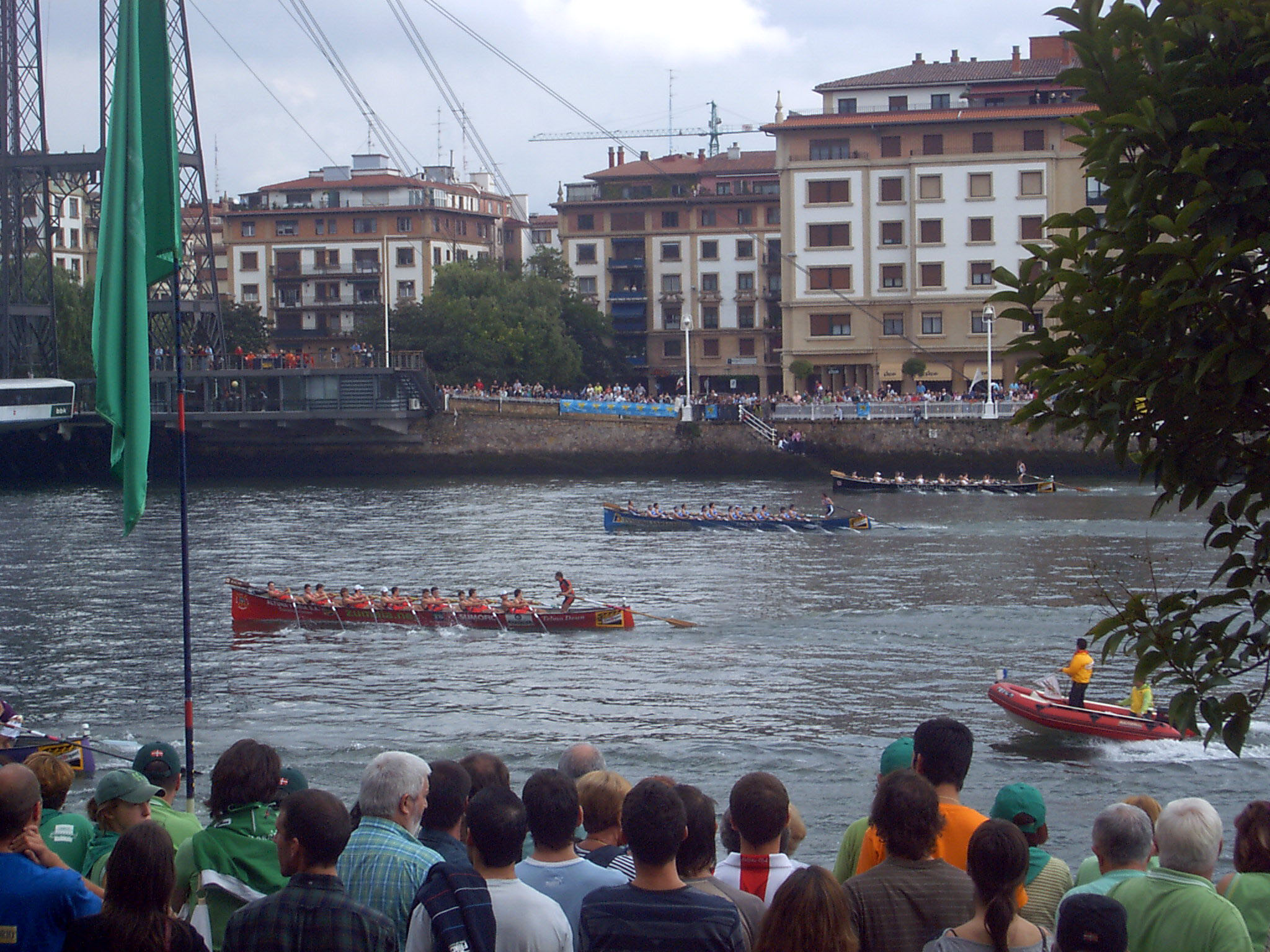
Régates ou estropadak à Portugalete

Les origines  des régates de traînières sont diverses. La pêche et la chasse à la baleine qui ont longtemps été les deux sources principales de revenu pendant au moins une dizaine de siècles sinon plus, sont surement à l'origine de ces courses.

Traditionnellement, le premier arrivé au quai et qui avait retourné son bateau, obtenait le meilleur prix pour ses poissons. Autrefois, le bateau et tout l'équipement étaient habituellement la possession du capitaine et l'équipage était engagé par contrat oral. Le capitaine déduisait pour l'utilisation du bateau une quote-part des filets (25 % en général) ou des revenus, puis déduisait d'autres dépenses pour les appâts et les provisions. Le reste était partagé à parts égales de sorte qu'il était dans l'intérêt de chacun de revenir le plus vite possible afin d'obtenir le meilleur prix possible.
De même, lors de la chasse à la baleine le long du golfe de Gascogne, les équipages faisaient aussi la course pour être le premier à atteindre les baleines.
Les bateaux utilisés dans les régates étaient à l'origine des bateaux de pêche, avec une structure en chêne et une coque faite de pin. Il y avait trois catégories principales :
- la traînière avec une proue élevée et une poupe arrondies, idéal dans des eaux agitées, la navigation au large des côtes, et ayant la vitesse nécessaire pour capturer l'anchois et la sardine. Actuellement[Quand ?], un équipage de traînière est composé de 13 rameurs plus un barreur. Les rameurs sont répartis en six rangs de 2 rameurs plus le rameur de proue, qui est seul sur son banc ;
- la trainerilla est une embarcation à aviron composée de 6 rameurs et un barreur ou timonier, tous assis sur une rangée ;
- le batel sont de petits bateaux utilisés à proximité de la côte pour pêcher toute sorte de poissons, avec pour équipage 4 rameurs et un barreur.

La première fois qu'une estropada a eu lieu en tant qu'événement sportif est celle de 1871 entre deux villages du Guipuscoa : Fontarrabie ou Hondarribia et de Pasaia. Le pari consistait à arriver le premier à Donostia (Saint-Sébastien) en partant de Fontarrabie. L'équipe de Pasaia a remporté la course de 13 milles nautiques, et depuis, cet événement sportif a lieu. Initialement, les courses se faisaient d'une station balnéaire à l'autre, mais aujourd'hui la plupart des courses ont lieu sur place.
Quand les courses sont devenues plus un sport qu'une profession, de moins en moins de pêcheurs y étaient impliqués, et, de plus en plus d'équipes ont été mises en place avec des locaux issus d'autres milieux professionnels
La course la plus célèbre de toutes les régates de trainières aujourd'hui est le Kontxako Estropadak ou Bandera de La Concha (Drapeau de La Concha), la Kontxa ou Concha étant le nom du principal de la baie de Saint-Sébastien. Elle a d'abord été organisé par le conseil de ville en 1890 et aurait attiré une foule d'environ 12 000 spectateurs.

## Équipes célèbres

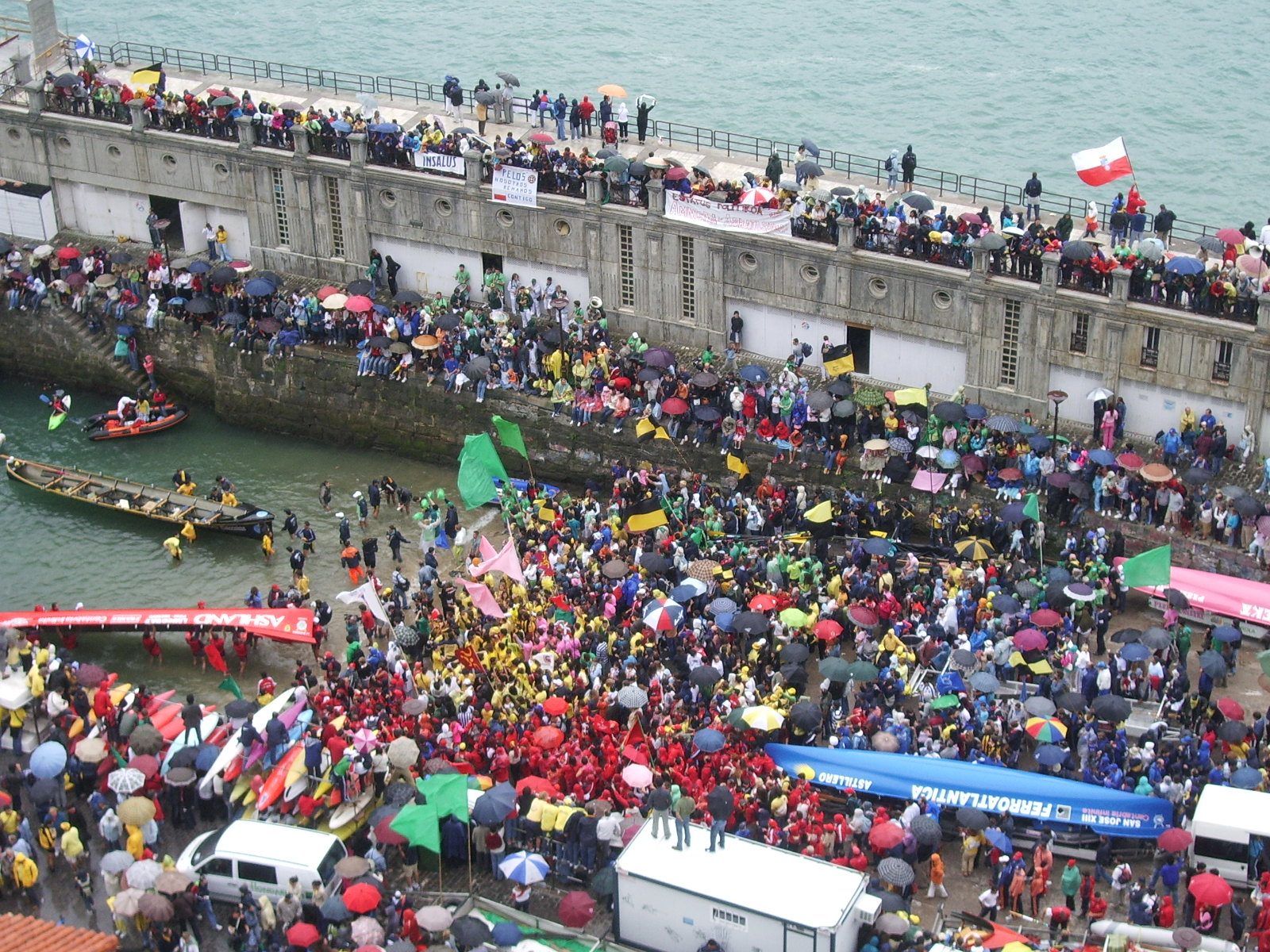
Les gagnants d'une course au quai lors du Drapeau de La Concha.

Club d'aviron célèbres de la communauté autonome du Pays basque: 
- Aita Mari Arraun Taldea de Zumaia, officiellement fondé en 1975
- Arkote Arraun Taldea de Plentzia, officiellement fondé en 1957
- Deustu Arraun Taldea de Deustu (district de Bilbao), officiellement fondé en 1981
- Getariako Arraun Elkartea de Getaria, officiellement fondé en 1976
- Hondarribia Arraun Elkartea de Hondarribia, qui remonte à 1862
- Itsasoko Ama de Santurtzi, officiellement fondé en 1967
- Isuntza Arraun Elkartea de Lekeitio, officiellement fondé en 1977
- Kaiku Arraunaren Kirol Elkartea de Sestao, officiellement fondé en 1923 avec une trainière appelée Bizkaitarra
- Orio Arraun Elkartea de Orio, qui remonte à 1879 et, à ce jour est l'équipe qui a remporté la plupart du temps la Kontxako Bandera
- Sanpedrotarra Arraun Elkartea de Pasaia, remontant à 1880
- Urdaibai Urdaibai Arraun de la fusion de Bermeo, Mundaka et Elantxobe, officiellement fondé en 1992 par les clubs afin de promouvoir le sport dans la région
- Zarauzko Arraun Elkartea de Zarautz, officiellement fondé en 1983

Club d'aviron célèbres de Cantabrie:
- Société sportive d'aviron Astillero de El Astillero, officiellement fondé en 1966
- Club d'aviron Camargo de Maliaño, officiellement fondé en 1979
- Société sportive d'aviron Castro-Urdiales de Castro-Urdiales, officiellement fondé en 1879
- Club d'aviron Colindres de Colindres, officiellement fondé en 1988
- Club d'aviron La Maruca de Santander, officiellement fondé en 1975
- Laredo Aviron Club de Laredo, officiellement fondé en 1975
- Société sportive d'aviron Pedreña de Pedreña, officiellement fondé en 1895
- Club d'aviron Pontejos de Pontejos, officiellement fondé en 1964
- Club d'aviron Ciudad de Santander de Santander, officiellement fondé en 1988
- Club d'aviron Santander de Santander, officiellement fondé en 1971
- Santoña Club d'aviron de Santoña, officiellement fondé en 1979

Club d'aviron célèbres de Galice:
- Club d'aviron Cabo de Cruz de Boiro, officiellement fondé en 1979
- Club d'aviron Mecos de O Grove, officiellement fondé en 1980
- Société sportive Samertolameu de Meira, officiellement fondé en 1979
- Société sportive Tirán de Moaña, officiellement fondé en 1993

Les dates de fondation peuvent être quelque peu trompeuses car de nombreux clubs existaient longtemps avant qu'ils aient été officiellement fondés en tant que clubs.

### Sources et bibliographie
- (eu + es) Département de la culture
- Juan Carlos Etxegoien "Xamar" (trad. Fermin Arkotxa Mortalena), Orhipean. Le Pays de la langue Basque [« Orhipean: Gure herria ezagutzen »], Pampelune, Pamiela, 2006, 128 p. (ISBN 8476814763 et 9788476814765, OCLC 470682898)
- (en) Mark Kurlansky, The Basque History Of The World : The Story of a Nation, Toronto, Vintage Canada, février 2001 (1re éd. 1991), 387 p. (ISBN 0140298517, 0802713491 et 9780802713490, OCLC 41076438)